# Christian Schnalzger
Christian Schnalzger (* 1984 in Giengen an der Brenz) ist Fotograf und Fachautor im Bereich Digital-Fotografie und Digitale Videoanwendung.  
Er studierte Literatur-, Musik- und Medienwissenschaften in Tübingen, Paris und Berlin und absolvierte Auslandsaufenthalte in Frankreich, England und Italien. Seit 2002 veröffentlichte Schnalzger zehn Fachbücher zur Fotografie und Videografie, zudem schreibt er für verschiedene Fachzeitschriften zur Fotografie und Videografie. 

Von 2002 bis zu ihrer Einstellung 2009 war er freier Redakteur der Zeitschrift PCVideo. 

In der Zeitschrift Videofilmen ist er seit 2003 mit einer eigenen Reihe zur Filmpraxis vertreten, seit 2009 außerdem mit einer Reihe zur „Dramaturgie und Technik“, die technische Umsetzung und dramaturgische Wirkung von filmgestalterischen Elementen behandelt. 2009 veröffentlichte er in der Videfilmen weiters eine sechsteilige Reihe zur Audio-Postproduktion (Ausgabe 1–6/2009), 2010 einen Zweiteiler zur Entstehung eines Spielfilms (Ausgabe 5–6/2010). Weitere Themenbereiche Schnalzgers umfassen praxisorientierte Produktrezensionen, Beiträge zur Tonaufnahme und -Verarbeitung sowie Einblicke in die Entstehung eigener Videoproduktionen. Ebenfalls 2010 erschien hier ein Reisebericht, für den Schnalzger abgeschieden vier Wochen bei Landwirten in Frankreich lebte (Ausgabe 1/2011). 

Als Fotograf war er 2006 Mitbegründer des Off-Lifestyle-Magazins Eyesprung. 

Für die Berliner Zeitschrift Spree schreibt er Plattenkritiken.

2007 und 2008 leitete er eine Praxis-Workshopreihe zum Buch Digitale Fotopraxis Landschaft und Natur vor Ort an Naturschauplätzen in Deutschland. 2012 leitet er eine Praxis-Workshopreihe zum Buch Der perfekte Moment in Berlin und Köln.

## Werke
- Der perfekte Moment, OReilly (Verlag), Köln 2011.
- Digitale Fotopraxis Landschaft und Natur, Galileo Press (Verlag), Bonn 2006.
- Digitale Videoschule, Markt und Technik (Verlag), München 2005.
- Grundkurs digitale Spiegelreflexfotografie, Knaur (Verlag), München 2004.
- Pinnacle Studio 9, Data-Becker (Verlag), Düsseldorf 2004.
- Pinnacle Studio, Data-Becker (Verlag), Düsseldorf 2003.